# 相馬大輔
相馬 大輔（そうま だいすけ、1973年8月21日-）は、日本の撮影技師である。日本映画学校（現・日本映画大学）卒業。埼玉県所沢市出身。
卒業後、撮影助手として経験を積み、『SP THE MOTION PICTURE 野望篇』でメジャー映画チーフカメラマンとしてデビュー。

## 主な作品

### 映画
- エクスクロス 魔境伝説（Bカメ撮影・2007年）
- ヘブンズ・ドア（Bカメ撮影・2009年）
- フィッシュストーリー（Bカメ撮影・2009年）
- 蟹工船（Bカメ撮影・2009年）
- ゴールデンスランバー（Bカメ撮影・2009年）
- キズモモ。（2008年）
- SP 野望篇（2010年）
- SP 革命篇（2011年）
- KG カラテガール（2011年）
- 荒川アンダー ザ ブリッジ（2012年）
- ポテチ（2012年）
- ヘルタースケルター（2012年）
- 箱入り息子の恋（2013年）
- スクールガール.コンプレックス-放送部篇-（2013年 ）
- Miss ZOMBIE（2013年 ）
- 風俗行ったら人生変わったwww（2013年 ）
- サンブンノイチ（2014年）
- 大人ドロップ（2014年）
- TOKYO TRIBE（2014年）
- 小野寺の弟・小野寺の姉（2014年）
- 悼む人（2015年）
- 予告犯（2015年）
- 天の茶助（2015年）
- セーラー服と機関銃-卒業-（2016年）
- TOO YOUNG TO DIE! 若くして死ぬ（2016年）
- 何者（2016年）
- 忍びの国（2017年）
- THE LIMIT OF SLEEPING BEAUTY-リミット・オブ・スリーピング ビューティ-（2017年）
- 泥棒役者（2017年）
- 世界でいちばん長い写真（2018年）
- 音量を上げろタコ!なに歌ってんのか全然わかんねぇんだよ!!（2018年）
- 人魚の眠る家（2018年）
- チワワちゃん（2019年）
- Diner ダイナー（2019年）
- 決算!忠臣蔵（2019年）
- グッドバイ〜嘘からはじまる人生喜劇〜（2020年）
- 八王子ゾンビーズ（2020年）
- 望み（2020年）
- いのちの停車場（2021年）
- 女子高生に殺されたい（2022年）
- ホリック xxxHOLiC（2022年）
- 宇宙人のあいつ（2023年）
- 銀河鉄道の父（2023年）
- ゴールデンカムイ（2024年）
- 52ヘルツのクジラたち（2024年）
- 宝島（2025年）
- ブラック・ショーマン（2025年）

### ドラマ
- 結党!老人党（2009年、WOWOW）
- TOKYO コントロール（2011年、フジテレビNEXT）
- SP 革命前日（2011年、フジテレビ）
- 荒川アンダー ザ ブリッジ（2011年、MBS・TBS）
- サムズアップ！（2011年、BS）
- 住吉家物語〜わくわくが、家にやってくる〜（2012年、RKB）
- まばたきで"あいしてます"〜巻子の言霊〜（2012年、NHK BSプレミアム）
- イロドリヒムラ（2012年、TBS）
  - 第二話 Thunderbird / 飯塚組
  - 第四話 海辺の犬 / 三木組
  - 第五話 鎖国ガール / 白石組
  - 第七話 張り込み / 中村組
- 間違われちゃった男（2013年、フジテレビ）
- REPLAY & DESTROY（2015年、MBS・TBS）
- 予告犯 -THE PAIN-（2015年、WOWOW連続ドラマW）
- メガバンク最終決戦（2015年、WOWOW連続ドラマW）
- ファイナルライフ -明日、君が消えても-（2017年、Amazonプライム・ビデオ）
- Followers（英語版）（2020年、Netflix）
- がんばれ!TEAM NACS（2021年、WOWOW）[1]
- 金魚妻（2022年、Netflix）[2]
- 湯あがりスケッチ（2022年、ひかりTV）
- 彼氏と彼女の明るい未来（2024年、MBS）
- メロスの誕生（2024年、日本映画専門チャンネル）
- ゴールデンカムイ　北海道刺青囚人争奪編（2024年、WOWOW ドラマW）

### MV
- LOVE LOVE LOVE「嘘のつき方」
- AKB48「呼び捨てファンタジー」
- ザ50回転ズ「涙のスターダスト・トレイン」
- NMB48「ナギイチ」
- 真野恵里菜「Song for the DATE」
- Fire Ball「ふともも」
- Not yet「ヒリヒリの花」
- ゆず「雨のち晴レルヤ」
- ASIAN KUNG-FU GENERATION「Planet of the Apes / 猿の惑星」
- グループ魂「もうすっかりNO FUTURE!」
- DAOKO×MIYAVI「千客万来」
- Char「WE LOVE MUSIC」

### その他
- ざんねんなこ、のんちゃん。（2010年DVD）
- 打撃女医 サオリ（2010年DVD）
- REPLAY&DESTROY（2011年配信ドラマ）
- 星★に願いを（2011年短編映画）
- The 5 Second Later Man（YouTubeネスレチャンネル 2014年）
- 我愛你in TOKYO（YouTubeネスレチャンネル 2014年）
- そのときあなたは夢をみた（YouTubeネスレチャンネル 2014年）
- 幻三十郎（YouTubeネスレチャンネル 2014年）
- デートとは何か（YouTubeネスレチャンネル 2014年）

## 受賞歴
2025年
- 第48回日本アカデミー賞 優秀撮影賞（『ゴールデンカムイ』）